# Halowe Mistrzostwa Europy w Lekkoatletyce 2011 – pchnięcie kulą kobiet
Pchnięcie kulą kobiet – jedna z konkurencji rozegranych podczas halowych lekkoatletycznych mistrzostw Europy w hali Palais Omnisports de Paris-Bercy w Paryżu.
Odniesiona tuż przed mistrzostwami kontuzja uniemożliwiła start rosyjskiej kulomiotce – Annie Omarowej.

## Terminarz
| Data    | Godzina |            |
| ------- | ------- | ---------- |
| 4 marca | 15:50   | Eliminacje |
| 5 marca | 14:20   | Finał      |

## Rezultaty

### Eliminacje
Do eliminacji zgłoszono 12 kulomiotek. Aby awansować do finału – w którym startuje ósemka zawodniczek – należało pchnąć co najmniej 17,90 m. W przypadku gdyby rezultat ten osiągnęła mniejsza liczba miotaczek kryterium awansu były najlepsze wyniki uzyskane przez startujących (q). Podobna sytuacja miałaby miejsce gdyby żadena ze startujących nie uzyskał wyznaczonego minimum.
| Poz. | Zawodniczka          | Reprezentacja | #1    | #2    | #3    | Rezultat | Uwagi |
| ---- | -------------------- | ------------- | ----- | ----- | ----- | -------- | ----- |
| 1    | Christina Schwanitz  | Niemcy        | 18.39 |       |       | 18.39    | Q     |
| 2    | Anita Márton         | Węgry         | 17.54 | 18.11 |       | 18.11    | Q     |
| 3    | Josephine Terlecki   | Niemcy        | 18.01 |       |       | 18.01    | Q     |
| 4    | Anna Awdiejewa       | Rosja         | 17.97 |       |       | 17.97    | Q     |
| 5    | Chiara Rosa          | Włochy        | 17.16 | 17.83 | X     | 17.83    | q     |
| 6    | Irina Tarasowa       | Rosja         | 17.17 | 17.35 | 16.59 | 17.35    | q     |
| 7    | Jessica Cérival      | Francja       | 16.38 | 17.26 | 17.05 | 17.26    | q     |
| 8    | Sophie Kleeberg      | Niemcy        | X     | 17.25 | X     | 17.25    | q     |
| 9    | Alena Kapiec         | Białoruś      | X     | 17.11 | 17.05 | 17.11    |       |
| 10   | Wiera Jepimaszka     | Białoruś      | 15.00 | 16.89 | X     | 16.89    |       |
| 11   | Hałyna Obłeszczuk    | Ukraina       | 15.07 | 16.21 | X     | 16.21    |       |
| 12   | Radosława Mawrodiewa | Bułgaria      | X     | 15.02 | 15.24 | 15.24    |       |

### Finał
| Poz. | Zawodniczka         | Reprezentacja | #1    | #2    | #3    | #4    | #5    | #6    | Rezultat | Uwagi |
| ---- | ------------------- | ------------- | ----- | ----- | ----- | ----- | ----- | ----- | -------- | ----- |
|      | Anna Awdiejewa      | Rosja         | X     | 18.70 | 18.52 | X     | 18.43 | X     | 18.70    |       |
|      | Christina Schwanitz | Niemcy        | X     | 18.48 | 18.65 | 18.38 | X     | 18.46 | 18.65    |       |
|      | Josephine Terlecki  | Niemcy        | 18.09 | 17.89 | 17.86 | 17.47 | 17.57 | 17.89 | 18.09    | PB    |
| 4    | Jessica Cérival     | Francja       | 17.84 | 17.04 | X     | 17.46 | X     | 17.82 | 17.84    |       |
| 5    | Anita Márton        | Węgry         | 17.66 | 17.23 | 17.74 | 17.35 | 17.84 | 17.28 | 17.84    |       |
| 6    | Sophie Kleeberg     | Niemcy        | 17.00 | 17.37 | X     | X     | 17.24 | 17.63 | 17.63    | PB    |
| 7    | Chiara Rosa         | Włochy        | 17.45 | 17.54 | X     | X     | X     | X     | 17.54    |       |
| 8    | Irina Tarasowa      | Rosja         | 16.87 | 16.48 | 16.41 | 17.17 | 16.84 | 16.48 | 17.17    |       |